# Psychotria holtonii
Psychotria holtonii är en måreväxtart som beskrevs av Paul Carpenter Standley. Psychotria holtonii ingår i släktet Psychotria och familjen måreväxter. Inga underarter finns listade i Catalogue of Life.